# Ebrei siriani

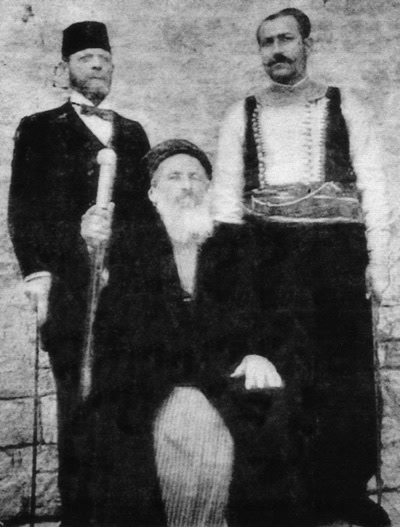
Un rabbino di Aleppo, 1908

Gli ebrei siriani (in arabo يهود سوريون‎?) costituiscono un'antica comunità originaria da quella che è oggi la Repubblica araba di Siria. Gli ebrei siriani traggono le loro origini principalmente da due gruppi distinti: il primo è costituito dalle comunità che abitavano l'antica Siria fin dai tempi antichi, noti come gli "ebrei musta'arabi" e classificati come mizrahì, mentre il secondo trae origine dagli ebrei sefarditi, giunti dalla penisola iberica, dalla quale furono espulsi in seguito al decreto di Alhambra del 1492.
Le principali comunità ebraiche siriane erano concentrate nelle città di Aleppo, Damasco e al-Qamishli. A partire dalla prima metà del XX secolo gli ebrei siriani cominciarono a emigrare in massa verso Stati Uniti d'America, America Latina e Israele. Coloro che rimasero in patria emigrarono soprattutto dopo il 1973, in parte grazie agli sforzi di Judith Feld Carr, che sostenne di aver aiutato 3228 ebrei a emigrare, L'emigrazione ebraica venne legalizzata dal governo siriano nel 1992. Secondo il San Diego Jewish Journal negli anni 2000 rimanevano poche decine di ebrei in Siria, concentrati a Damasco. Nel XXI secolo la più grande comunità ebraica siriana del mondo ha sede nel quartiere di Brooklyn a New York ed è stimata a 75000 persone.